# Стефанија Туркевич
Стефанија Туркевич (25. април 1898, Лавов, Аустроугарска – 8. април 1977, Кембриџ, Велика Британија) била је прва украјинска пијанисткиња, композиторка и музиколог. Због њених статова њени радови су били забрањени у Украјини од стране совјета.

## Студије
Рођена је 1898. године у Лавову у свештеничкој породици. Била је прво дете у породици свештеника, диригента збора, катехета и музичког критичара Ивана Емануила Туркевича (рођ. Јохн Емануил Туркевицх) (1872-1936) и Софије Кормосз. Имала је млађу сестру Ирену Туркевич-Мартинец и млађег брата Лева Ивановича Туркевича. Деда Лев Софронович Туркевич и отац Иван Емануил били су свештеници. Мајка Софија је била пијаниста, учила је да свира с Карол Микула и Вилијамом Курцом, а такође је пратила младу оперну пјевачицу Соломиа Крусељницк.
Стефанија је започела студије музике код Васила Барвинског, а од 1914. до 1916. године студије наставља у Бечу као пијаниста, код Вилијама Курца. Након Првог светског рата студирала је код Адолфа Чибинског на универзитету у Лавову, а такође је похађала његова предавања о теорији музике у Лавову.
Године 1919. написала је своје прво музичко дело — Литургија, које је изведено неколико пута у катедрали Светог Ђорђа у Лавову. Године 1921. студирала је код Гвида Адлера на универзитету у Бечу где је дипломирала 1923. године са дипломом учитеља. Године 1925. се удала и преселила са мужем у Берлин где је студирала код Арнолда Шенберга, а у том периоду се родила и њена ћерка Зоја. Године 1930. путује у Праг, Чехословачка где наставља универзитетске студије на музичкој академији да би 1934. године одбранила своју докторску дисертацију на тему украјинског фолклора у руским операма. Исте године докторира музикологију у Прагу и постаје прва жена из Галиције (тадашњег дела Пољске) која је докторирала.
Након тога се враћа у родни Лавов где је до почетка Другог светског рата радила као наставница музичке теорије и клавира.

## Послератни период
За време рата је радила као ментор и концертни мајстор у Лавову, а касније и ванредни професор, а после рата се сели у Аустрију, а касније у Италију где упознаје свог другог супруга, лекара који је радио за британску војску.
У јесен 1946. године се сели у велику Британију где се враћа свом креативном раду и од тог времена до краја свог живота је написала највећи део својих композиција.

## Композиције
Симфоније
1. Симфонія – Symphony no. 1 – 1937

2. Симфонія no. 2(a) – Symphony no. 2(a) – 1952

2. Симфонія no. 2(b) (2-гий варіант) – Symphony no. 2(b) (2nd version)

3. Симфонієта – Symphoniette – 1956

4. Три Симфонічні Ескізи – Three Symphonic Sketches – 3-го травня, 1975

5. Симфонічна поема – Symphonic Poem «La Vitа»

6. Space Symphony – 1972

7. Суіта для подвійного струнного оркестру – Suite for Double String Orchestra

8. Fantasy for Double String Orchestra
Балети
9. Руки – The Girl with the Withered Hands – Bristol, 1957

10. Перли – The Necklace

11. Весна (Дитячий балет) – Spring – (Children's Ballet) 1934-5

12. Мавка (a) – Mavka – ‘The Forest Nymph’ – 1964-7 – Belfast

12. Мавка (b) – Mavka – ‘The Forest Nymph’ – 1964-7 – Belfast

13. Страхопуд – Scarecrow – 1976
Опера
14. Мавка – Mavka – (unfinished) based on Lesia Ukrainka’s Forest Song
Дечије опере
15. «Цар Ох» або Серце Оксани – Tsar Okh or Heart of Oksana – 1960

16. «Куць» – The Young Devil

17. «Яринний городчик» – A Vegetable Plot (1969)
Хоровске композиције
18. Літургія 1919

19. Psalm to Sheptytsky (Псалом Шептицькому)

20. До Бою

21. Триптих

22. Колискова (А-а, котика нема) 1946
Камерно - иструментални радови
23. Соната для скрипки і фортепіано 1935 – Sonata for violin and piano

24. (a) Cтрунний квартет 1960 – 1970 – String quartet

24. (b) Cтрунний квартет 1960 – 1970 – String quartet

25. Тріо для скрипки, альта і віолончела 1960 – 1970 – Trio for Violin, Viola and Cello

26. Квінтет для двох скрипок, альта, віолончела фортепіано 1960 – 1970 – Piano Quintet

27. Тріо для флейти, кларнету, фагота 1972 – Wind Trio
Клавир
28. Варіації на Українську тему 1932 – Variations on a Ukrainian Theme

29. Фантазія: Суїта фортепянна на Українські теми – Fantasia: Suite for Piano on Ukrainian Themes 1940

30. Імпромпту – Impromptu 1962

31. Гротеск – Grotesque 1964

32. Гірська сюїта – Mountain Suite 1966 – 1968

33. Цикл п’єс для дітей – Cycle of Pieces for Children 1936 – 1946

34. Українські коляди та щедрівки – Ukrainian carols and Shchedrivka

35. Вістку голосить – Good Tidings

36. Christmas with Harlequin 1971
Разно
i. – Серце – Heart – Solo voice with orchestra
ii. – Лорелеї – Lorelei – Narrator, Harmonium and Piano 1919 – words by Lesia Ukrainka
iii. – Май – May – 1912
iv. – Тема народної пісні – Folk Song Themes
v. – На Майдані – Independence Square – piano piece
vi. – Не піду до леса з конечкамі – Лемківська пісня – Lemky song for voice and strings